# 建平 (南燕)
建平（けんへい）は、五胡十六国時代、南燕の君主慕容徳の治世で使用された元号。400年正月 - 405年9月。

## 西暦・干支との対照表
| 建平 | 元年  | 2年   | 3年   | 4年   | 5年   | 6年   |
| 西暦 | 400年 | 401年 | 402年 | 403年 | 404年 | 405年 |
| 干支 | 庚子  | 辛丑  | 壬寅  | 癸卯  | 甲辰  | 乙巳  |